# Labetis hawaiiensis
Labetis hawaiiensis är en skalbaggsart som beskrevs av Perkins 1900. Labetis hawaiiensis ingår i släktet Labetis och familjen svartbaggar. Inga underarter finns listade i Catalogue of Life.